# مستحرايات مختزلة للكبريت
مستحرايات مختزلة للكبريت (بالإنجليزية: Thermodesulfobacteriales) هي رتبة بكتيريا، تضم عائلة واحدة هي مستحريات مختزلة للكبريت والتي تشمل خمس أجناس متعددة.